# Macaranga strigosissima
Macaranga strigosissima är en törelväxtart som beskrevs av Airy Shaw. Macaranga strigosissima ingår i släktet Macaranga och familjen törelväxter. Inga underarter finns listade i Catalogue of Life.